# Georgi Stojkovski
Georgi Stojkovski (bulharsky Георги Иванов Стойковски, 10. května 1941 – 4. května 2023) byl bulharský atlet, specialista na trojskok, mistr Evropy z roku 1966.
Startoval na dvou olympijských hrách – v roce 1964 skončil v soutěži trojskokanů sedmý, v Mexiku o čtyři roky později devátý. Největším úspěchem se pro něj stal titul mistra Evropy v trojskoku z roku 1966 v Budapešti, kde zvítězil ve svém životním maximu 16,67 m.